# 카토이

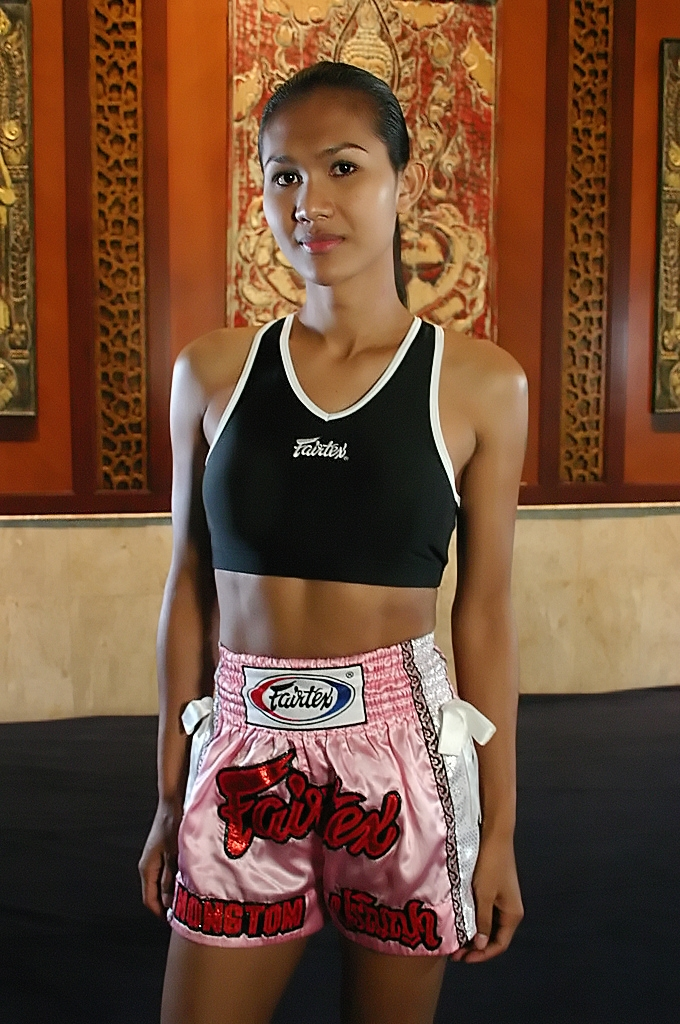

카토이(태국어: กะเทย)는 태국에서 성전환자 여성 또는 여성적인 게이를 가리키는 말이다. 태국인 중 상당한 수가 카토이를 제3의 성으로 생각하고 있다.
"카토이"라는 말은 서구에서의 트랜스여성 개념과 일대일 대응하지 않는다.

## 인물
- 농 툼
- 농 포이

## 같이 보기
- 트라베스티